# Zhouling (sockenhuvudort i Kina, Zhejiang Sheng, lat 27,43, long 119,74)
Zhouling (kinesiska: 洲边, 洲岭乡) är en sockenhuvudort i Kina. Den ligger i provinsen Zhejiang, i den östra delen av landet, omkring 320 kilometer söder om provinshuvudstaden Hangzhou. Antalet invånare är 2 928. Befolkningen består av 1 370 kvinnor och 1 558 män. Barn under 15 år utgör 17,0 %, vuxna 15-64 år 59 %, och äldre över 65 år 22,0 %.
Runt Zhouling är det ganska tätbefolkat, med 166 invånare per kvadratkilometer. Närmaste större samhälle är Fankeng, 13,8 km söder om Zhouling. I omgivningarna runt Zhouling växer i huvudsak blandskog.
Genomsnittlig årsnederbörd är 2 199 millimeter. Den regnigaste månaden är juni, med i genomsnitt 339 mm nederbörd, och den torraste är oktober, med 63 mm nederbörd.